# Albalate de Cinca
Albalate de Cinca je obec ve Španělsku. Leží v autonomním společenství Aragonie v provincii Huesca. Žije zde přibližně 1 100 obyvatel.